# Heinrich Callisen

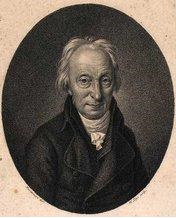
J. H. Lips: Heinrich Callisen, vor 1810

Heinrich Callisen, auch Hinrich Callisen, (* 11. Mai 1740 in Preetz; † 5. Februar 1824) war ein deutscher Chirurg, Untertan des dänischen Königs und stand in Diensten des Königreichs Dänemark.

## Leben
Heinrich Callisen, stammte aus einer Holsteiner Pastorenfamilie. Sein Vater Johannes Callisen (1695–1759) war Prediger im Kloster Preetz, ein älterer Bruder Johann Leonhard Callisen wurde 1792 Generalsuperintendent von Holstein.
Nach schulischer Ausbildung, der er besonders seine Lateinkenntnisse verdankte, wurde Callisen fünfzehnjährig nach Kopenhagen geschickt, wo er am Friedrichshospital ausgebildet wurde. 1758 nahm er seine erste Stelle als Barbier an. 1760 trat er als Feldscher in die Armee und zwei Jahre später bei der Marine ein. 1764 als geprüfter Chirurg aus militärischen Diensten entlassen, studierte er Medizin. Das Studium schloss er 1767 ab. Mit einem Stipendium der Krone Dänemark machte er eine mehrjährige wissenschaftliche Reise nach Frankreich und England. Nach seiner Heimkehr wurde er 1771 Professor der Chirurgie und Oberchirurg der dänischen Flotte. 1791 lehnte er den 1787 nach dem Tod von Voitus erhaltenen Ruf der Krone Preußen ab, erster Professor der Berliner Chirurgenschule, der 1795 eröffneten Pépinière, zu werden. Er wurde Generaldirektor der 1785 gegründeten Königlichen Chirurgischen Akademie in Kopenhagen. Nachdem er das Amt 1805 aufgegeben hatte, betrieb er bis zu seinem Tod eine Arztpraxis. Callisen legte wie Alexis Littré bei Analatresie einen künstlichen After an. Er war ein fähiger Lehrer und Praktiker, führte selbst viele Sektionen durch, bearbeitete als Verfasser systematisch die neuere Chirurgie und machte sich zudem um Verbesserungen des Medizinalwesens verdient.
Im Dezember 1815 wurde er als korrespondierendes Mitglied in die Académie des sciences aufgenommen.